# 모모세 다마미
모모세 타마미(일본어: ももせたまみ)는 일본의 만화가이다. 도쿄 출신이며, 와세다 대학 교육학부를 졸업하고 OL 생활을 거쳐 만화가로 데뷔하였다.

## 개요
성인(특히 OL)지향의 개그 4컷 만화가 특징이다. 개그 코드에는 언어 유희의 비중이 크며, 이외에도 성적인 이야기나 나이 차가 많이 나는 커플링이 다발한다. 또한 작품 내에 오타쿠(그 중에서도 소위 '동인녀')적인 내용이나 캐릭터가 흔히 등장하는 것도 특징으로 꼽을 수 있다. 그러나 자극적인 내용으로 점철하는 것과는 대조적으로, 작품의 결말은 캐릭터들이 맺어지는 등 해피 엔딩을 추구하는 경향이 있다. 4컷 만화 전문이라는 점 때문인지 출간되는 단행본은 모두 와이드판.
필명 '모모세'는 집 근처의 부동산 업소 이름에서 따 온 것이다.

## 경력
게임 회사에 근무하던 때인 1993년에 하쿠센샤 '영 애니멀'에 '도색자매'를 연재하면서 만화가로 데뷔하였다. (완결) 초반 3년간은 OL과 만화가의 투잡을 유지하였다.
1997년에는 다케쇼보 '망가 라이프 오리지널'에 '선생님의 시간'을 연재하기 시작하였다. (현재도 연재중) 위 두 작품은 드라마CD 및 TV 애니메이션, OVA로도 만들어지는 성공을 거두었다. 그 뒤 여러 출판사에 걸쳐 다양한 작품을 연재하고 있으며, '고만샤' (講漫社), '모모세상회' (ももせ商会) 등의 명의로 동인 활동도 벌이고 있다.
2006년에는 출산으로 인해 일시 활동을 중단하였으며, 쌍둥이 딸을 출산하였다. 2010년 출산한 셋째 아들까지 거느린 세 남매의 어머니이다.

## 에피소드
모모세는 캐릭터의 이름을 다케쇼보의 담당 편집자에게서 따 오기도 했는데, 각각 스즈키 미카 (선생님의 시간) 과 나나야 소노코(나나항)이다. 그 편집자에게서 캐릭터 이름을 따온 작품은 연재가 길어진다는 듯.

## 작품 목록
- 도색자매(ももいろシスターズ) : 1993~2002년, 하쿠센샤 '영 애니멀' 연재, 전 10권 완결.

데뷔작이자 현재까지 가장 많은 분량을 낸 작품이며 가장 선명한 OL 취향의 야한 개그가 드러나는 작품이다.
1998년에 24화 분량으로 애니메이션화되었다. 이외에 재편집판으로 출간된 4권의 단행본이 있다.
- 선생님의 시간(せんせいのお時間) : 1997년~2013년, 다케쇼보 '망가 라이프 오리지널' 및 '망가 라이프 MOMO' 연재, 전 12권 완결.

'도색자매'와 달리 야한 이야기의 비중은 많이 억제된 학원 스토리로, 외모가 어린아이같은 교사 '스즈키 미카'를 둘러싼 학급 이야기를 그리고 있다.
미디어믹스로 많은 성공을 거두어 1999년 이후 드라마CD가 24회 발매되고, 2004년에 13화 분량으로 TV 애니메이션이 방영되었다. 이후 OVA판 'GOLD' (총 7화) 로 이어진다. 이 작품은 또한 미카 역을 맡은 성우 미나미 오미와의 인연이 시작된 계기이기도 하다.
모모세의 만화 작품 중 정식으로 한국에 출간된 것은 없으나, '선생님의 시간' 애니메이션판은 전편 투니버스에서 방영되었다.
- 나나항(ななはん〜七屋ちょこっと繁盛記〜) : 2000~2007년, 고단샤 '애프터눈', 전 2권 완결.

도쿄 시타마치의 전당포집 세 자매와 주변인들의 일상을 그리는 작품이다.
- 모모타마 믹스(ももたま・ミックス) : 2003년, 하쿠센샤, 1권.

단편집으로 1998년에서 2002년에 이르는 작품이 수록되어 있다.
- 도색 스위티(ももいろスウィーティー) : 2003~2010년, 하쿠센샤 '영 애니멀', 전 5권 완결.

'도색자매'의 속편격으로 같은 잡지에 연재되는 작품이지만, 조역 캐릭터 한 명을 공유하는 이외의 접점은 없으며, 역시 '도색자매'에 비해서는 성적인 내용이 줄어들어 있다.
31세의 치과의사 어머니 하루카와 15세 고교생 딸 나츠미, 그리고 그 주변인의 일상을 그리는 작품이다.
- 오미타마 통신판매(おみたま通販便) : 2004~2010년, 다케쇼보, 전 3권 완결.

성우 미나미 오미가 '망가 라이프 오리지널'에 연재하는 칼럼을 모은 것으로, 모모세는 삽화를 담당하였다.
- 씰룩씰룩 쌍둥이 자매(ぷりぷりふたごシスターズ) : 2008년~현재, 하쿠센샤 'Silky' 및 다케쇼보 '망가 라이프 MOMO', 단행본 1권.

당초 Silky지에 연재하던 육아 에세이 만화로 초기 제목은 '트윈 픽스'였다. 2011년에 첫 단행본이 발매되었으며 이를 전후하여 다케쇼보로 이적하였다. 2011년 3월 이후 휴재중이다.
- 사설 하나노 여자괴관(私設花野女子怪館) : 2013년~현재, 다케쇼보 '망가 라이프 MOMO' 연재.

### 참가 작품
- 현시연 6권 특전 동인지  'Project G'